# Фріц Генген
Фріц Генген (нім. Fritz Hengen; 28 березня 1887, Мангайм — 30 квітня 1988, Бад-Дюрргайм) — німецький офіцер, генерал-лейтенант вермахту.

## Біографія
21 липня 1905 року вступив в Баварську армію. Учасник Першої світової війни. Після демобілізації армії залишений в рейхсвері. З 1 січня 1939 року — інспектор поповнення в Хемніці. Одночасно 15-31 грудня 1941 року — командир 331-ї піхотної дивізії. 8 травня 1945 року взятий в полон. 12 травня 1947 року звільнений.

## Звання
- Фанен-юнкер (21 липня 1905)
- Фанен-юнкер-унтерофіцер (11 листопада 1905)
- Фенріх (24 лютого 1906)
- Лейтенант (8 березня 1907)
- Оберлейтенант (18 серпня 1914)
- Гауптман (27 вересня 1916)
- Майор (4 червня 1936)
- Оберстлейтенант (1 лютого 1931)
- Оберст (1 травня 1933)
- Генерал-майор (1 квітня 1936)
- Генерал-лейтенант запасу (1 квітня 1938)
- Генерал-лейтенант (1 лютого 1941)

## Нагороди
- Залізний хрест 2-го і 1-го класу
- Почесний хрест ветерана війни з мечами
- Медаль «За вислугу років у Вермахті» 4-го, 3-го, 2-го і 1-го класу (25 років)